# Schengenski sporazum
Schengenski sporazum oziroma "Sporazum o postopni odpravi kontrol na skupnih mejah" je mednarodni sporazum med evropskimi državami, večinoma članicami Evropske unije, ki je uveljavil ukinitev mejnih kontrol na notranjih mejah na schengenskem območju, gibanje oseb in prestop notranjih mej, okrepljeno sodelovanje med policijami in carinami držav podpisnic sporazuma in nadzor ter način prestopanja na zunanjih mejah tega območja. Obravnava tudi način in potrebno dokumentacijo za vstop oseb ali blaga tretjih držav (vključujoč Schengensko vizo) in določa pogoje za gibanje tujcev ter dovoljenja za bivanje.
Osnovna ideja je zagotavljanje pravice do prostega prehajanja notranjih meja, kot protiutež pa temeljitejši mejni nadzor na zunanjih schengenskih mejah, predvsem zato, da ustavi nezakonito priseljevanje, tihotapljenje drog, trgovina z ljudmi in druge nezakonite dejavnosti.
Sporazum je ime dobil po kraju Schengen v Luksemburgu, kjer je bil prvič podpisan.

## Zgodovina
Do sedaj je sporazum podpisalo 31 držav, med temi je večina članic EU in tri pridružene države (Islandija, Norveška in Švica). Republika Irska in Združeno kraljestvo prispevata le s sodelovanjem policije, nadzora na svojih mejah pa nista ukinili. 
Sporazum je bil prvič podpisan 14. junija 1985 med petimi evropskimi državami (Belgijo, Francijo, Zahodno Nemčijo, Luksemburgom in Nizozemsko). Drugi sporazum, znan tudi kot Schengenska konvencija (oziroma Konvencija o izvajanju Schengenskega sporazuma)je bil podpisan 19. junija 1990, veljati pa je začel 1. septembra 1993. Ta je dokončno rešil vprašanja glede ukinitve mejnih kontrol med državami podpisnicami tudi za državljane tretjih držav. 1990–1992 Schengensko konvencijo podpišejo Italija, Španija, Portugalska in Grčija. Določijo se "izravnalni" ukrepi (to so skupna vizumska politika, boljše sodelovanje na področju policije in pravosodja ter schengenski informacijski sistem). Leta 1995 Schengensko konvencijo podpiše Avstrija.
Med vsemi državami podpisnicami je preteklo dolgo obdobje, preden so začeli dogovor tudi izvajati. Kljub temu, da je bil prvotni sporazum podpisan že leta 1985, so ga Belgija, Francija, Nemčija, Luksemburg, Nizozemska, Portugalska in Španija začele izvajati šele 26. marca 1995.
Leta 1996 Schengensko konvencijo podpišejo Danska, Finska in Švedska. Konvencijo na podlagi prejšnjih sporazumov med nordijskimi državami o odpravi mejne kontrole podpišeta tudi Islandija in Norveška, čeprav nista članici Evropske unije.
Na začetku schengenski pravni red ni bil del zakonodaje Evropske skupnosti. Del zakonodajnega in institucionalnega okvira Evropske unije je postal z Amsterdamsko pogodbo, uveljavljeno leta 1999. S Protokolom k Amsterdamski pogodbi je bilo določeno tudi, da sta Združeno kraljestvo in Irska lahko udeležena v vseh ali nekaterih schengenskih ureditvah, če to soglasno odobri Svet EU.
Leta 2000 so bile odpravljene kontrole na notranjih mejah z Grčijo.
Leta 2004 Švica podpiše sporazum o svoji pridružitvi schengnu. Prav tako začne izvajati nekatere schengenske določbe Združeno kraljestvo.
Leta 2006 Lihtenštajn izda protokol o svoji priključitvi k švicarskemu sporazumu o pridružitvi.
Po tehničnih težavah z dopolnitvijo Schengenskega informacijskega sistema SIS II, 6. decembra 2007 Svet EU odloči o odpravi mejnih kontrol na vseh notranjih mejah.
21. decembra 2007 so bile odpravljene mejne kontrole na kopenskih in morskih mejah, 29. marca 2008 pa še na letališčih.
Slovenija je skupaj še z osmimi državami pričela izvajati sporazum na kopenskih in morskih mejah 21. decembra 2007, na letališčih pa 30. marca 2008. 
1. januarja 2023 je k Schengenskemu sporazumu skupaj z uvedbo evra pristopila Hrvaška.

### Članstvo
- 14. junij 1985 - Belgija, Francija, Zahodna Nemčija, Luksemburg, Nizozemska
- 3. oktober 1990 - z združitvijo obeh Nemčij se pridruži bivša Nemška demokratična republika
- 27. november 1990 - Italija
- 25. junij 1992 - Portugalska, Španija
- 6. november 1992 - Grčija (opomba: Grčija izvaja sporazum nepopolno, saj državljani Makedonije potrebujejo drugačno vizo zaradi spora o poimenovanju med obema državama)
- 34. april 1995 - Avstrija
- 24. december 1996 - Danska, Finska, Švedska. Te države imajo preko nordijskega koncila omogočeno še lažje prehajanje oseb nordijskimi državami.
- 29. maj 2000 - Republika Irska, Združeno kraljestvo (obe državi imata omejeno članstvo)
- 21. december 2007 - Češka republika, Estonija, Madžarska, Latvija, Litva, Malta, Poljska, Slovaška, Slovenija
- 1. januar 2023 - Hrvaška
- 1. januar 2025 - Bolgarija, Romunija
- priprava na vstop -  Ciper

### Pridružene članice
- 19. december 1996 - Islandija, Norveška
- 12. december 2008 - Švica (potrjeno z referendumom 5. junija 2005)